# Antoni Wieloch
Antoni Wieloch, född 6 oktober 1914 i Danzig i Preussen (nuvarande Polen), död 30 maj 2000 i Allhelgonaförsamlingen i Lund, var tjänsteman, fotograf och filantrop. Han var bosatt i Sverige sedan 1945.

## Biografi

### 1914-1939
Antoni Wieloch var son till Władysław och Marianna Wieloch (född Górska), båda av polsk börd. Han avlade studentexamen 1934 vid det Polska Gymnasiet(pl) i Gdańsk och arbetade därefter som tjänsteman vid Polska Posten i Gdańsk(en), på kontoret vid Heveliusplatz i Gdańsk. Han kämpade för den polska kulturen och identiteten i Gdańsk, var aktiv i den antinazistiska rörelsen och genomgick hemlig militär utbildning i Gdynia och Warszawa med syfte att utföra sabotage i händelse av krig.

### 1939-1947
På grund av nazisternas trakasserier av den polska befolkningen i Gdańsk, följde han på kvällen den 31 augusti 1939 två kvinnliga kollegor hem från posten och där han övernattade. Ett par timmar senare, den 1 september, anfölls posten av SS-trupper och andra världskriget bröt ut. Han arresterades samma dag av Gestapo och fördes som politisk fånge till koncentrationslägret Steinbruch-Grenzdorf, därefter till Stutthof och slutligen den 19 april 1940 till Sachsenhausen (fånge nr 23388). I lägret drabbades han av tuberkulos. I april 1945 evakuerades lägret och fångarna påbörjade ”dödsmarschen” mot nordväst. Den 2 maj räddades han av allierade trupper i närheten av Schwerin. Genom UNRRAs(en) försorg transporterades han från Lübeck till Malmö, dit han kom den 16 juli 1945. Han genomgick mångårig behandling mot tuberkulosen på lasarettet i Lund och Malmö Allmäna Sjukhus. Han bosatte sig i Lund där han gifte sig med polskan Krystyna Bilska den 26 oktober 1947, som kommit den 1 maj 1945 till Malmö med Röda Korsets ”Vita bussar” från koncentrationslägret Ravensbrück.

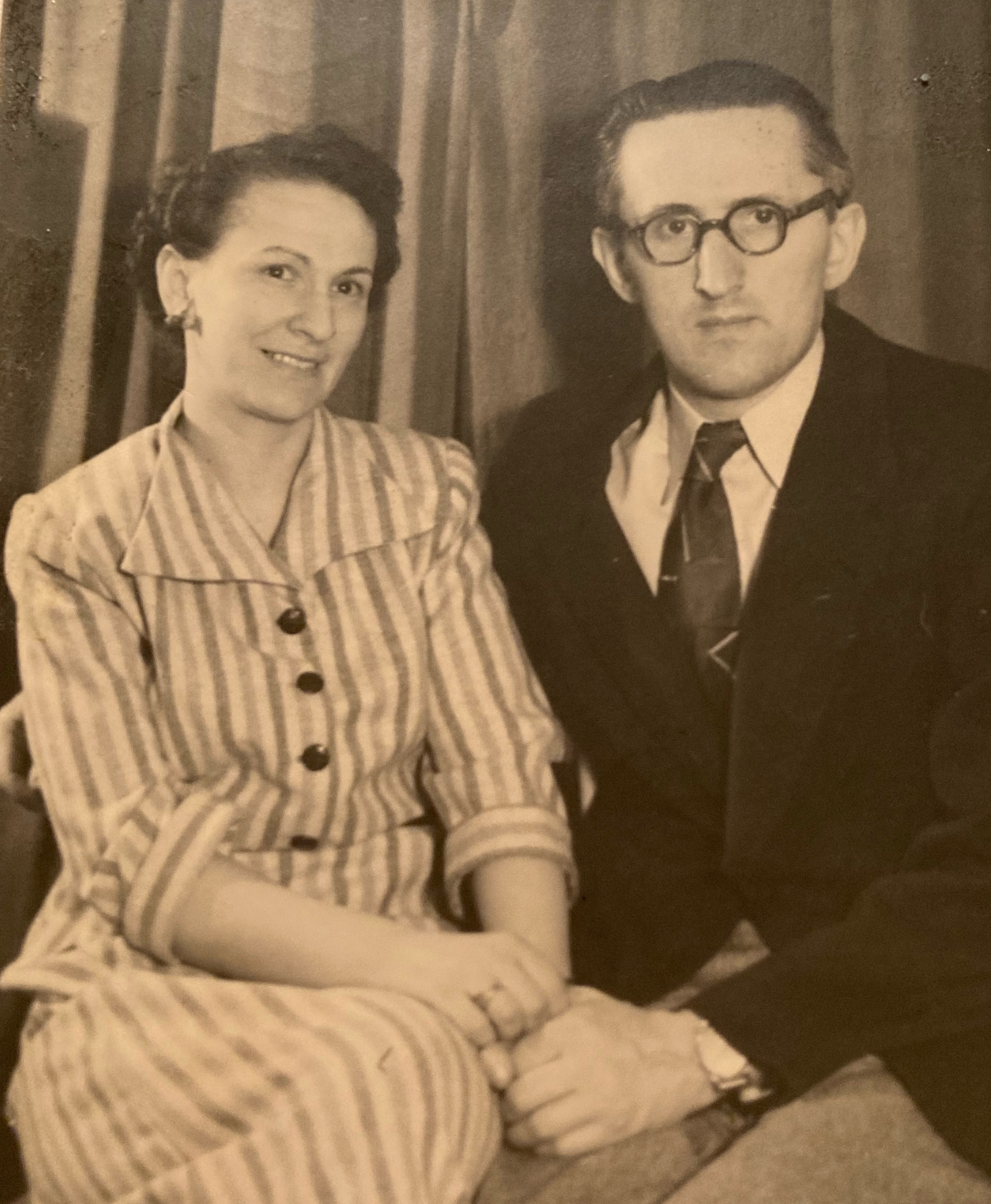
Makarna Krystyna och Antoni Wieloch 1954.

### 1948-2000
Antoni Wieloch studerade vid Lunds universitet och arbetade därefter som fotograf vid astronomiska institutionen fram till sin pensionering. 
Han engagerade sig för Polens sak och dess medborgare, bl.a. som medlem i Polska Kombattanters Förbund (SPK)(pl) och Politiska Politiska Fångars Förening(pl). Gäster från Polen, kända som okända, bodde ofta i makarna Wielochs hem. 
Han var sekreterare i Polska Monumentkommittén som bildades 1963 på initiativ av grevinnan Ludwika Broel-Plater. Kommittén uppförde ett minnesmärke över koncentrationslägrens offer på Norra kyrkogården i Lund. 
På 1960 och 1970-talet talen förmedlade han adoptioner av ett 20-tal polska barn till svenska familjer i samarbete med Föreningen Barnens Vänner(pl), Institutet Mor och Barn(pl)] i Warszawa och tillsammans med hustrun Krystyna tog han initiativet till bildandet av Aktionsgruppen Solidaritet med Polens barn, som inspirerade skolor, församlingar och enskilda personer till insamlingsaktioner för att hjälpa den polska befolkningen under landets ekonomiska och politiska kris på 1980-talet.
Makarna Wieloch vilar på Norra Kyrkogården i Lund.

## Utmärkelser
- Polska Postens förtjänstmedalj i guld, 1992.(pl)
- Staden Gdansk Milleniemedalj, 1997.
- Kommendörskorset av den Polska Republikens Förtjänstorden postumt tillsammans med hustrun Krystyna (11 december 2009)[13]